# فلو رایدا
ترمر دیلارد (انگلیسی: Tramar Dillard، معروف به فلو رایدا (انگلیسی: Flo Rida، مشابه کلمه فلوریدا ˌfloʊ ˈraɪdə) رپر آمریکایی است. وی از سال ۲۰۰۶ با آهنگ ما بهترین هستیم آغاز به کار کرد. در اوایل ۲۰۰۸ آهنگ «کم» که فلو رایدا همراه با تی-پین خواند به مدت ده هفته در چارت ایالات متحده صدرنشین شد. در سال ۲۰۰۹ او دومین آلبوم خود به نام «ریشه‌ها» را منتشر کرد. موفق‌ترین آهنگ این آلبوم «پیچوندن» با همراهی کشا بود که تا شش هفته در Hot 100 صدرنشین شد. همچنین تک آهنگ Good feeling او در سال ۲۰۱۲ به محبوبیت فوق‌العاده ای رسید.

## آلبوم‌های استودیویی
- نامه در یکشنبه (۲۰۰۸)
- ریشه‌ها (۲۰۰۹)
- تک و تنها (۲۰۱۰)
- وحشی‌ها (۲۰۱۲)